# 阿特爾伯勒
阿特爾伯勒（Attleborough）是英國英格蘭諾福克郡的一個集鎮和民政教區。阿特爾伯勒民政教區的面積是21.9平方（8.5平方英里）。據2001年英國人口普查，阿特爾伯勒的人口有9,702人，戶數有4,185戶。2011年增加到10,482人，4,481戶。

## 外部連結
- 阿特爾伯勒的地圖資料
- Information from Genuki Norfolk （页面存档备份，存于） on Attleborough.
- Breckland Council
- 《末日審判書》上的Attleborough and Attleborough [Minor]